# كولن بيل (عالم اجتماع)
كولن بيل (بالإنجليزية: Colin Bell)‏ هو عالم اجتماع بريطاني، ولد في 1 مارس 1942، وتوفي في 24 أبريل 2003 بسبب نوبة قلبية.